# Villadia ramosissima
Villadia ramosissima es una especie de plantas de la familia de las crasuláceas, comúnmente llamadas, siemprevivas, conchitas o flor de piedra (Crassulaceae), dentro del orden Saxifragales en lo que comúnmente llamamos plantas dicotiledóneas, aunque hoy en día se agrupan dentro de Magnoliopsida. El nombre del género fue dado en honor al Dr. Manuel Villada (1841 – 1924), quien fuera médico, botánico y editor de la revistas “La Naturaleza”, la especie V. ramosissima, hace referencia a las numerosas ramificaciones del tallo. En ocasiones, el nombre de esta especie se utiliza como una sinonimia para designar el nombre de V. albiflora.

## Clasificación y descripción
Planta de la familia Crassulaceae. Muy ramificada en la base, tallos glabros, rojizos, al principio erectos, después extendidos; hojas ovadas a oblongas, casi cilíndricas, en ángulo recto con el tallo, de 35-45 mm de largo, 3 mm de ancho; ramas estériles cortas, con hojas gris pálido a rojizas. Inflorescencia en espiga laxa, que no muere hasta la base, flores en la axila de las hojas, sépalos ovados, agudos, de 2 mm de largo; corola de 4 mm de longitud, con tubo corto, blanca o con tinte rosado; anteras purpúreas, ovarios efectos, enteros, estilos cortos; nectarios conspicuos, amarillos. Cromosomas n= 15.

## Distribución
Endémica de México, en los estados de Puebla y Oaxaca, se reporta de manera adicional en Chiapas. Localidad tipo: Puebla: Lomas calizas cerca de Tehuacán.

## Ambiente
No se tienen datos exactos de sus afinidades ecológicas.

## Estado de conservación
No se encuentra catalogada bajo algún estatus o categoría de conservación, ya sea nacional o internacional.